# Dennis Visser
Dennis Visser (Sneek, 3 aprile 1995) è un pattinatore di short track olandese.

## Biografia
Ha vinto la medaglia d'oro ai campionati mondiali di short track di Rotterdam 2017 nella staffetta 5.000 metri, con i compagni di nazionale Daan Breeuwsma, Sjinkie Knegt e Itzhak de Laat.
Ha rappresentato i Paesi Bassi ai Giochi olimpici invernali di Pyeongchang 2018.

## Palmarès
- Campionati mondiali di short track

Rotterdam 2017: oro nella staffetta 5000 m.
- Campionati europei di short track

Soči 2016: oro nella staffetta 5000 m.
Dresda 2018: oro nella staffetta 5000 m.
Debrecen 2020: argento nella staffetta 5000 m.